# أصنون
أصنون هي إحدى القرى اللبنانية من قرى قضاء زغرتا في محافظة الشمال.

## معرض صور

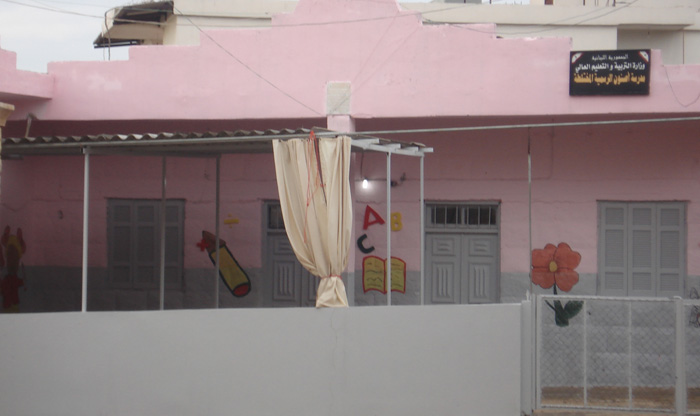
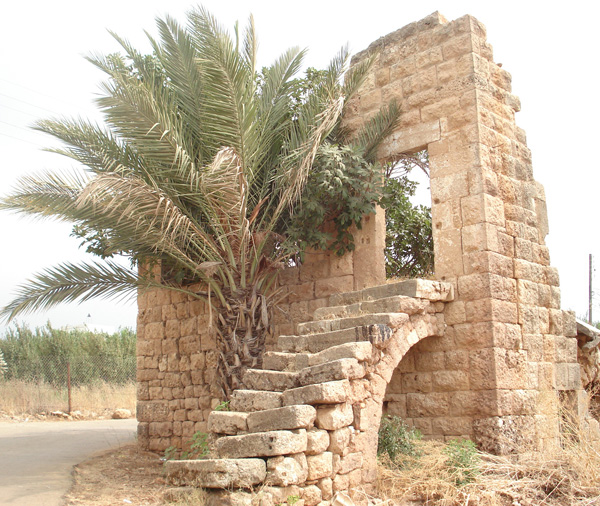
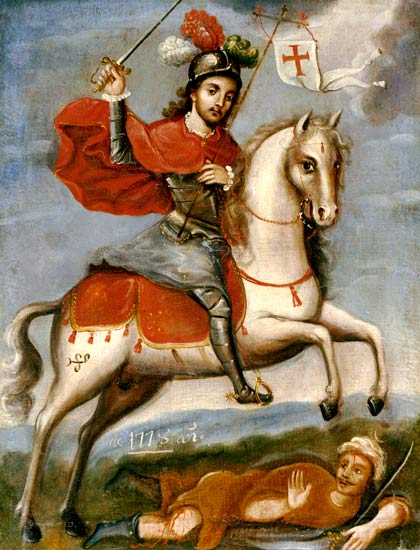